# Joseph Brummer
József (Joseph) Brummer, född 1883 i Sombor i Ungern, död i 14 april 1947, var en ungersk konsthandlare, skulptör och konstsamlare. Han var från 1911 gift med Beata Mårtensson-Brummer.
Han studerade konsthantverk i Szeged från 1897 och fortsatte därefter studierna i Budapest 1899 samt i München innan försökte slå sig fram som konstnär i Budapest och Szeged. Tillsammans med sina bröder Ernest och Imre flyttade Brummer till Paris 1905 där de ett år senare öppnar Brummer Gallery på Boulevard Raspail. I galleriet sålde de afrikansk konst, japanska tryck, peruansk konst, tillsammans med samtida målningar och skulpturer. Under hösten 1908 delade han en ateljé i Cité Falguière med den ungerska avantgarde skulptören Joseph Csáky och han studerade skulptur i Jules-Felix Coutan för Auguste Rodin och Henri Matisse 1908. Han studerade senare även vid Académie de la Grande Chaumière och knöt där betydelsefulla kontakter med de samtida konstnärerna. I början av första världskriget, stängde de galleriet och flyttade till New York City. Han öppnade 1921 ett eget galleri på 43 East Fifty-Seventh Street på Manhattan där han specialiserade på medeltiden och europeisk renässans konst, samt klassiska, forntida egyptiska, afrikanska och förcolumbianska objekt. Han arrangerade även utställningar med modern europeisk konst. Galleriet drevs vidare i två år efter Brummer död.  
En stor del av hans privata konstsamling köptes av Metropolitan Museum of Art 1947 medan en post med objekt omfattande över 2400 föremål såldes via Parke-Bernet Galleries 1949 och slutligen såldes familjens 600 kvarvarande föremål vid en auktion i Zürich 1979. Kvarlåtenskapen ärvdes av Ella Bache Brummer och värdet uppskattades till 10 miljoner dollar. Familjen Brummer ägde skulpturen Guennol Lioness 1931-1948 och den var 2010 den dyraste skulptur som någonsin sålts på en auktion. Joseph Brummer fick sitt porträtt målat av Henri Rousseau 1909 och av Anne Goldthwaite 1915. När Rousseau porträttet såldes via Christies 1993 betalade man 2.971.500 pund för målningen och den ägs för närvarande av National Gallery.